# Randy Lewis
Randy Lewis (n. 7 iunie 1959, Rapid City, Dakota de Sud, SUA) este un luptător ce a reprezentat Statele Unite ale Americii, medaliat olimpic. A participat la o ediție a Jocurilor Olimpice (1984) în care a câștigat o medalie de aur.

## Participări
Lista de mai jos prezintă principalele competiții la care a participat Randy Lewis de-a lungul carierei.
- wrestling at the 1984 Summer Olympics – men's freestyle 62 kg[*]